# Gandolfo di Tongres
Gandolfo (in francese Gundulf, scritto anche Gondulphe) (534 circa – 607) fu un viceré d'Austrasia dal 585 al 600, quindi vescovo di Tongres-Maastricht dal 600 alla morte. Oggi è considerato un santo dalla chiesa cattolica ed ortodossa.

## Biografia
Secondo la Vita Gundulfi, scritta nel XII secolo, Gandolfo era parte della dinastia degli antichi re di Colonia, discendente dal parricida Cloderico. Era figlio di Munderico e fratello di Bodegiselo (Gandolfo ebbe anche un nipote, figlio di Mommolino, dallo stesso nome). Entrambi i fratelli, Bodegiselo e Gandolfo, furono allevati alla corte di re Clotario I, probabilmente a Soissons.
Dopo la divisione del regno dei Franchi alla morte di Clotario I, Gandolfo entrò al servizio del nuovo re di Austrasia, Sigeberto I e quella dei suoi successori, Childeberto II e Teoberto II. Quest'ultimo lo fece viceré di Austrasia alla sua ascesa al trono nel 596.
Allo stesso tempo, divenne il tutore di suo nipote Arnolfo, orfano a causa morte di suo padre Bodogisel nel 589. Pieno di onori, abbandonò i suoi privilegi alla corte per rifugiarsi nella vita monastica. Quando aveva settantasei anni, gli abitanti di Tongres (oggi Tongeren) lo scelsero come vescovo, intorno al 600. Morì sette anni dopo, e venne seppellito nella basilica di San Servazio.

## Ipotesi genealogiche
La testimonianza della Vita Gundulfi sulla sua famiglia non è sempre ritenuta del tutto valida da tutti gli storici, essendo una fonte tarda rispetto a Gandolfo: essa è infatti scritta cinque secoli dopo il vescovo. Tuttavia va notato che la stessa fonte sostiene che Bodogisel fosse il padre di Arnolfo di Metz, l'antenato dei Carolingi. Tuttavia la maggior parte degli storiografi del Medioevo si attengono alla Commemoratio genealogiae domni Karoli gloriossimi imperatoris, che sostiene invece che Arnolfo fosse discendente degli Ansbertiani. La Vita Gundulfi fornisce informazioni genealogiche che contraddicono la Commemoratio.
Christian Settipani esclude l'ipotesi di un contraffattore, sostenendo che l'interesse e le abitudini dei contraffattori medievali portavano questi a preferire un mescolamento di verità e di falsità per far passare per vere le loro falsificazioni. Egli osserva che la diocesi di Tongeren, detenuta da Gandoldo, era regolarmente sottoposta agli attacchi dei Frisoni, che hanno comportato più volte il trasferimento della sede vescovile, facendola trasferire prima a Maastricht e poi a Liegi. È ragionevole supporre che i documenti siano stati persi durante uno dei trasferimenti prima di essere riscoperti nel XII secolo, per poi essere usati come base per la Vita Gundulfi.